# Mount Minto
Der Mount Minto ist ein größtenteils eisfreier Berg im ostantarktischen Viktorialand. Südwestlich der Robertson Bay ragt er 4 km östlich des Mount Adam im zentralen Teil der Admiralitätsberge auf und ist mit 4165 m der höchste Berg dieses Gebirges.
Der britische Polarforscher James Clark Ross entdeckte ihn am 11. Januar 1841 bei seiner Antarktisexpedition (1839–1843). Ross benannte den Berg nach Gilbert Elliot-Murray-Kynynmound, 2. Earl of Minto (1782–1859), Erster Lord der Admiralität von 1835 bis 1841.